# Raising Hope
Raising Hope é uma sitcom americana exibida de 21 de setembro de 2010 a 4 de abril de 2014, na FOX.
Após a primeira temporada, recebeu duas indicações no Emmy Awards 2011. Martha Plimpton foi nomeada para Melhor Atriz numa Série de Comédia e Cloris Leachman foi nomeada para Melhor Atriz Convidada numa Série de Comédia. Plimpton também venceu para Melhor Atriz em Série Musical ou de Comédia no 16º Satellite Awards.
Em 10 de março de 2014, a FOX anunciou que a série foi cancelada após 4 temporadas. O produtor-executivo Mike Mariano afirmou que o episódio final da quarta temporada foi planejado levando-se em conta a possibilidade de ele ser o último da série.

## Sinopse
Na pequena e simples Natesville, vive uma família que é considerada estranha e maluca por muitos, os Chance. Ela é formada pelo casal Burt e Virginia, seu filho Jimmy, e Maw Maw, a avó de Virginia que os abriga em sua casa e está ficando senil.
Numa noite, Jimmy sai em sua van para comprar sorvete e acaba dormindo com uma assassina procurada, Lucy, após ela aparecer do nada implorando por ajuda. Na manhã seguinte em lanche com a família Chance, Lucy pede para ocupar o banheiro e em momento oportuno todos assistem a uma notícia sobre quem ela é. Logo eles a controlam e a mandam direto para a prisão, onde ela descobre que está grávida de uma menina e é condenada à morte. Jimmy fica com a custódia da bebê, a quem nomeia de Hope. Mesmo abalado com a situação, ele decide confiar em sua família disfuncional, porém bem-intencionada, para ajudá-lo na criação de Hope. Uma outra solução encontrada por ele é pedir ajuda à Sabrina, uma jovem com humor irônico que trabalha como caixa no supermercado local e adora crianças.

## Elenco principal
| Atores                | Personagens                   | Temporadas | Temporadas | Temporadas | Temporadas | Dublagem                                          |
| Atores                | Personagens                   | 1          | 2          | 3          | 4          | Dublagem                                          |
| --------------------- | ----------------------------- | ---------- | ---------- | ---------- | ---------- | ------------------------------------------------- |
| Lucas Neff            | Jimmy Chance                  |            |            |            |            | Wirley Contaifer                                  |
| Martha Plimpton       | Virginia Chance               |            |            |            |            | Martha Cohen (1ª voz) / Mônica Rossi (2ª voz)     |
| Garret Dillahunt      | Burt Chance                   |            |            |            |            | Reginaldo Primo                                   |
| Baylie e Rylie Cregut | Hope Chance                   | R          |            |            |            | Bia Telles                                        |
| Shannon Woodward      | Sabrina Collins/Chance        |            |            |            |            | Carla Araujo                                      |
| Cloris Leachman       | Maw Maw/Barbara June Thompson | R          |            |            |            | Maria da Penha                                    |
| Gregg Binkley         | Barney Hughes                 | R          |            |            |            | Johnny Wallace (1ª voz) / Carlos Roberto (2ª voz) |

## Recepção
Raising Hope não figura entre as produções mais esperadas do ano, mas foi muito bem recebida pela crítica durante sua apresentação em coletiva à imprensa organizada pelo Television Critics Association—TCA. Durante o evento, os jornalistas chegaram a perguntar à atriz o que ela achava de todo esse sucesso e atenção que Betty vinha conquistando. Brincando, Cloris disse já estar cansada de tanto ouvir falar no nome da colega, com quem voltou a trabalhar no filme “You Again”, ainda inédito no Brasil.
Ao escalar o elenco para o episódio piloto, Garcia decidiu transformar o primo de Jimmy em mulher, contratando a atriz Kate Miccuci. Mas, após a série ser aprovada, ocorreu uma alteração de elenco. Dois atores foram substituídos: Kate, que foi trocada por Skyler Stone, levando o personagem do primo voltar a ser um homem, e Olesya Rulin, interesse romântico de Jimmy, que foi trocada por Shannon Marie Woodard. A atriz Cloris Leachman, que foi contratada em novembro, aparece nos créditos como convidada especial.
A grande vantagem das produções que giram em torno de como educar os filhos é o fato de que a série está sujeita a constantes renovações de roteiros e personagens. Acompanhando o crescimento dos filhos, as séries passam por três fases básicas: como lidar com os primeiros anos, com a infância e com a fase da adolescência. Desta forma, as produções se auto renovam naturalmente, possibilitando uma maior duração da série.

## Exibição
- Estados Unidos - FOX
- Brasil - I.Sat[3][4]
- Portugal - Fox Life[5][6] e Fox Comedy[7]
- A série também foi disponibilizada em vários países no serviço online Hulu.[8]

### Audiência (FOX)
| Temporada | Dia e horário de exibição | Episódios | Estreia                | Estreia                      | Final               | Final                        | Temporada da TV | Classificação | Média de telespectadores (em milhões) |
| Temporada | Dia e horário de exibição | Episódios | Data                   | Telespectadores (em milhões) | Data                | Telespectadores (em milhões) | Temporada da TV | Classificação | Média de telespectadores (em milhões) |
| --------- | --- | --------- | ---------------------- | ---------------------------- | ------------------- | ---------------------------- | --------------- | ------------- | ------------------------------------- |
| 1         | Terça-feira, 9:00 da noite | 22        | 21 de setembro de 2010 | 7.48                         | 17 de maio de 2011  | 5.40                         | 2010–11         | #85           | 6.45                                  |
| 2         | Terça-feira, 9:30 da noite (20 de setembro de 2011–21 de fevereiro de 2012; 10–17 de abril de 2012) Terça-feira, 8:00 da noite (6 de março–3 de abril de 2012) | 22        | 20 de setembro de 2011 | 6.73                         | 17 de abril de 2012 | 3.79                         | 2011–12         | #106          | 5.64                                  |
| 3         | Terça-feira, 8:00 da noite Quinta-feira, 9:00 da noite (28 de março de 2013)                                                                                   | 22        | 2 de outubro de 2012   | 3.90                         | 28 de março de 2013 | 3.28                         | 2012–13         | #106          | 4.56                                  |
| 4         | Sexta-feira, 9:00 & 9:30 da noite | 22        | 15 de novembro de 2013 | 2.35                         | 4 de abril de 2014  | 1.52                         | 2013–14         | #144          | 2.69                                  |